# Улрих Бек
Улрих Бек (15. мај 1944 — 1. јануар 2015) био је познати немачки социолог и један од најцитиранијих друштвених научника на свету. Његов рад је био усмерен на питања о губитку контроле, незнања и неизвесности модерног доба. Творац је термина "друштво ризика" и "друга савременост" као и појма "рефлексивне модернизације" . Он је такође покушао да обори националне перспективе, да доминира у социолошким истраживањима са космополитизмом који признаје повезаност модерног света. Био је професор социологије на Универзитету у Минхену, Минстеру и Бамбергу, а затим и у школи економије у Лондону.

## Биографија
Рођен је 1944. у Штолпу, Померанија. 1966–72. студира најпре правне науке у Фрајбургу, да би после једног семестра прешао на студије социологије, филозофије, психологије и политикологије у Минхену. 1972. године докторира, 1979. хабилитује се на универзитету у Минхену. Радио је на истраживачком пројекту Теоријски основи социолошког проучавања професионалног и кадровског питања (1973–79).1979. године запошљава се као професор на Катедри за социологију Универзитета у Минстеру, где ради до 1981. Убрзо након тога постаје један од уредника часописа Друштвени свет. Од 1981. до 1982. године ради као професор на Катедри за социологију Универзитета у Бамбергу.1989. завршава специјализацију на Институту за културологију у Есену, а затим 1990–91. још једном на Научном колегијуму у Берлину. Од 1992. постаје професор и директор Института за социологију на Универзитету у Минхену. Три године касније (1995) бива именован за члана Комисије за питања будућности покрајина Баварске и Саксоније.1995. постаје виши научни сарадник на Велшком универзитету у Кардифу, а 1996.добија почасни докторат Универзитета у Јивескили (Финска). Од 1998, у школи економије у Лондону, Бек ради као виши научни сарадник. Фебруара 1999. постаје портпарол пројекта Рефлексивна модернизација при Универзитету у Минхену, а под покровитељством Немачке заједнице за научни рад (ДФГ). Оженио се немачком научницом Елизабетом-Берк Герншим. Преминуо је од инфаркта у седамдесетој години,1. јануара 2015.

## Награде
- 1996. Награда части града Минхена
- 1999. Награда ЦИЦЕРОН за своје говоре
- 2004. Награда ДГС-а у области јавног достигнућа у социологији
- 2005 Награда Шадер, најпрестижнија награда за друштвене научнике у Немачкој
- 2013. добио је награду ЕРЦ-а за обављање истраживачког пројекта заједно са Давидом Тифилдом и Андерсом Блоком

## Есеји
- "Друштво за мање. Пропали снови о успону у Немачкој", ЗДФ, 17. јануар 2005. године
- "Нежна светска сила Европе. Визија космополитске империје која се више не ослања на националне идеје", " Frankfurter Rundschau " 5. јул, 2005.
- "Слепи у реалности", "Frankfurter Rundschau", 3. септембар 2005. године,
- "Европа се не може градити на рушевинама нација", са Ентони Гиденсом, "The World", 1. октобра, 2005. године.
- "Бог је опасан","Die Zeit", 2007. бр 52.
- "Несвестица, али легитимно ", дневне новине ( Таз ) 28. октобар 2011